# Jason Priestley
Jason Bradford Priestley, född 28 augusti 1969 i Vancouver, British Columbia, är en kanadensisk-amerikansk skådespelare. Han är mest känd för sin medverkan i TV-serien Beverly Hills, där han spelade Brandon Walsh mellan 1990 och 1998.
Priestley medverkade också i TV-serien Tru Calling 2004–2005. Han är gift med make-up artisten Naomi Lowde. Han blev naturaliserad som amerikansk medborgare 2007.

## Filmografi
- The Boy Who Could Fly (1986)
- Watchers (1988)
- Nowhere to Run (1989)
- Tombstone (1993)
- Vad pojkar vill ha (1993)
- Coldblooded (1995)
- Hacks (1997)
- Love and Death on Long Island (1997)
- Conversations in Limbo (1998)
- The Thin Pink Line (1998)
- Choose Life (1999)
- The Highwayman (1999)
- Standing on Fishes (1999)
- Eye of the Beholder (1999)
- Dill Scallion (1999)
- Zigs (2000)
- The Fourth Angel (2001)
- Darkness Falling (2002)
- Fancy Dancing (2002)
- Time of the Wolf (2002)
- Cover Story (2002)
- Cherish (2002)
- Warning: Parental Advisory (2002)
- Die Mommie Die! (2003)
- Sleep Murder (2004)
- The Lady in Question is Charles Busch (2006)
- Above and Beyond (2006)
- Courage (2009)
- Börje – The Journey of a Legend (2023)